# Saison 2 d'Empire
Chronologie
Saison 1 Saison 3
Cet article présente le guide des épisodes de la deuxième saison de la série télévisée américaine Empire.

## Généralités
- Aux États-Unis, la saison a été diffusée du 23 septembre 2015 au 18 mai 2016 sur la chaîne FOX.
- Au Canada, elle a été diffusée à l'automne une heure en avance sur le réseau Citytv. Au printemps, elle est disponible le lendemain sur le service de vidéo à la demande Shomi.
- En France, elle a été diffusée du 27 juillet 2016 au 24 août 2016.

## Distribution

### Acteurs principaux
- Terrence Howard (VF : Serge Faliu) : Lucious Lyon (en)
- Taraji P. Henson (VF : Annie Milon) : Cookie Lyon
- Trai Byers (VF : Namakan Koné) : Andre Lyon
- Jussie Smollett (VF : Benjamin Pascal) : Jamal Lyon (en)
- Bryshere Y. Gray (VF : Jhos Lican) : Hakeem Lyon
- Grace Gealey (VF : Geneviève Doang) : Anika Calhoun
- Kaitlin Doubleday (VF : Anne-Charlotte Piau) : Rhonda Lyon
- Gabourey Sidibe (VF : Fily Keita) : Becky Williams
- Ta'Rhonda Jones (VF : Laura Zichy) : Porsha Taylor
- Serayah McNeill (VF : Jennifer Fauveau) : Tiana Brown[1]

### Acteurs récurrents
- Rafael de La Fuente (VF : Benoît DuPac) : Michael Sanchez
- Tasha Smith (en) (VF : Jacky Tavernier) : Carol Hardaway, Sœur de Cookie
- AzMarie Livingston (VF : Cindy Lemineur) : Chiken, meilleure amie de Hakeem
- Bre-Z (VF : Cindy Lemineur) : Freda Gatz, fille de Frank Gathers
- Naomi Campbell (VF : Brigitte Berges) : Camilla Marks
- Andre Royo (VF : Julien Chatelet) : Thirsty Rawlings[2]
- Tyra Ferrell (en) (VF : Françoise Escobar) : Roxanne Ford
- Marisa Tomei (VF : Brigitte Berges) : Mimi Whiteman
- Adam Rodriguez (VF : Cyrille Artaux) : Laz Delgado
- Adam Busch (VF : Didier Cherbuy) : Chase One[3]
- Jamila Velazquez (VF : Leslie Lipkins) : Laura Calleros
- Yann Marin : Carmen
- Vivica A. Fox (VF : Pascale Vital) : Candace, sœur aînée de Cookie[4]
- Raquel Castro (VF : Myrtille Bakouche) : Marisol
- Annie Ilonzeh (VF : Sophie Riffont) : Harper Scott
- Leslie Uggams (VF : Sylvie Genty) : Leah Walker
- Morocco Omari (VF : Jean-Jacques Nervest) : Tariq

### Invités
Dans leur propre rôle :
- André Leon Talley[5] (épisode 1)
- Al Sharpton[5] (épisode 1)
- Pitbull[6] (épisode 3)
- Timbaland (épisode 3)
- Ne-Yo (épisode 4 et 5)
- Lee Daniels (épisode 9)
- Jason Derulo (épisode 10)
- Nicole Richie (épisode 10)

Avec d'autres rôles :
- Chris Rock : Frank Gathers (épisode 1)
- Ludacris : Officier McKnight (épisode 2)
- Becky G (VF : Adeline Forlani) : Valentina[7] (épisode 2 et 3)
- Kelly Rowland (VF : Marie-Frédérique Habert) : Leah Walker, mère de Lucious (flashbacks) (épisode 2 et 3, 5 à 7)
- Veronika Bozeman : Veronica (épisode 2)
- Mo McRae : J-Poppa[8] (épisode 6)
- Alicia Keys (VF : Ludivine Maffren) : Skye Summers (épisode 9 et 10)
- Rosie O'Donnell : Pepper, ancienne co-détenue de Cookie (épisode 9)
- Xzibit (VF : Frédéric Souterelle) : Leslie « Shyne » Johnson (épisode 18)

## Épisodes

### Épisode 1:Le Lyon en cage
- États-Unis /  Canada : 23 septembre 2015 sur FOX[9] / City[10]
- France : 27 juillet 2016 sur W9[11]
  - Avril 2021 sur Disney+
- Québec : 10 septembre 2016 sur ARTV[12]

- États-Unis : 16,18 millions de téléspectateurs[13] (première diffusion)
- France : 378 000 téléspectateurs[14] (première diffusion)

- Chris Rock (Frank Gathers)
- Al Sharpton (lui-même)
- André Leon Talley (lui-même)
- Bre-Z (Freda Gatz)

- Born to Lose (Sean Cross, Jamal Lyon et Hakeem Lyon)
- Pieces (Jamal Lyon)
- No Doubt About It (Jussie Smollett)
- Same Song (Freda Gatz)

### Épisode 2:La Dynastie
- États-Unis /  Canada : 30 septembre 2015 sur FOX / City
- France : 27 juillet 2016 sur W9
- Québec : 17 septembre 2016 sur ARTV

- États-Unis : 13,74 millions de téléspectateurs[15] (première diffusion)
- France : 394 000 téléspectateurs[14] (première diffusion)

- Ludacris (Officier McKnight)
- Becky G (Valentina)
- Kelly Rowland (Leah Walker)
- Veronika Bozeman (Veronica)

- Hourglass (Veronica)
- Born To Love U (Jamal Lyon)
- Snitch Bitch (Lucious Lyon et Petey Pablo)
- Do It (Valentina)
- Get No Better (2.0) (Tiana Brown)
- Sorry Just Don’t Cut It (Jamal Lyon)

### Épisode 3:Les Clés du royaume
- États-Unis /  Canada : 7 octobre 2015 sur FOX / City
- France : 27 juillet 2016 sur W9
- Québec : 24 septembre 2016 sur ARTV

- États-Unis : 13,1 millions de téléspectateurs[16] (première diffusion)
- France : 351 000 téléspectateurs[14] (première diffusion)

- Pitbull (lui-même)
- Timbaland (lui-même)
- Becky G (Valentina)
- Kelly Rowland (Leah Walker)
- Bre-Z (Freda Gatz)

Après que Jamal les ai chassé de Empire, Cookie, Hakeem, Andre et Anika décident de fonder un nouveau label appelé Dynastie Lyon, mais Cookie expulse Anika car elles sont en désaccord sur la manière de diriger le label.
Hakeem fait fuiter son album sur internet car il ne veut pas le laisser a Jamal et à l'Empire et décide de lancer un girl group pour montrer qu'il est plus qu'un simple artiste. Il tombe sous le charme de la chanteuse Valentina.
Rhonda demande à Jamal d'accepter de reprendre Andre à Empire car c'est ce qui le rend heureux et lui avoue qu'elle est enceinte.
Le procureur Ford essaie de forcer Lucious à plaider coupable en le privant de ses médicaments, mais Lucious rencontre un nouvel avocat : Thirsty Rawlings qui lui permet d'enregistrer un album en prison puis d'être libéré sous caution.
- Bout 2 Blow (Hakeem Lyon et Timbaland)
- Do it (Valentina)
- No Doubt About It (Jamal Lyon et Pitbull)
- Dynasty (Hakeem Lyon et Timbaland)
- New New (Valentina)

### Épisode 4:Cadavre exquis
Pour les articles homonymes, voir Cadavre exquis (homonymie).
- États-Unis /  Canada : 14 octobre 2015 sur FOX / City
- France : 3 août 2016 sur W9
- Québec : 1er octobre 2016 sur ARTV

- États-Unis : 12,22 millions de téléspectateurs[17] (première diffusion)
- France : 378 000 téléspectateurs[18] (première diffusion)

- Kelly Rowland (Leah Walker)
- Ne-Yo (lui-même)

Le FBI fait une descente au siège de Empire ainsi qu'à Dynastie Lyon afin de trouver des preuves pour inculper Lucious du meurtre de Bunkie. Lucious en déduit que le FBI n'a rien contre lui et décide d'utiliser cette intervention pour faire de la pub en faisant tourner Jamal et Hakeem dans une vidéo. 
Lors du tournage de la vidéo, Cookie sort pour prendre un appel et se fait arrêter, le procureur Ford lui propose de la laisser tranquille si elle donne des informations permettant d'inculper Lucious. Pendant ce temps le tournage se déroule mal, Jamal et Hakeem se battent et Hakeem quitte le plateau.
André essaie toujours de convaincre son père de le reprendre à Empire. Celui-ci lui dit que s'il réussit à le mettre hors de cause pour le meurtre de Bunkie, il aura ce qu'il voudra. André décide donc d'aller déterrer le corps de Vernon et Rhonda insiste pour l'accompagner. 
Jamal doit faire un shooting car il fait la couverture du magazine Rolling Stone. Le photographe flirt ouvertemment avec lui devant son petit ami Michael qui semble jaloux.
Pour sortir de prison, Cookie dit au procureur qu'avant la mort de Vernon, Lucious et lui avaient eu un différend à propos du rachat de Apex.
Alors qu'ils sont en train d'exhumer le corps de Vernon, Rhonda et André sont rejoints pas Lucious et Thirsty. Rhonda explique comment elle a accidentellement tué Vernon et Lucious les remercie de lui avoir sauvé la vie car Vernon allait témoigner contre lui.
Hakeem découvre une artiste (Laura) dans un bar.
Cookie refuse de travailler avec Anika, malgré tous les efforts de celle-ci car elle ne lui fait pas confiance.
- Battle Cry (Jamal Lyon)
- When Love Finds U (Jamal Lyon)
- Lago Azul (Laura)

### Épisode 5:Au nom du père
- États-Unis /  Canada : 21 octobre 2015 sur FOX / City
- France : 3 août 2016 sur W9
- Québec : 8 octobre 2016 sur ARTV

- États-Unis : 12,28 millions de téléspectateurs[19] (première diffusion)
- France : 398 000 téléspectateurs[18] (première diffusion)

- Kelly Rowland (Leah Walker)
- Ne-Yo (lui-même)
- Bre-Z (Freda Gatz)

- Never Love Again (Jamal Lyon)
- Mona Lisa (Leah Walker)
- Mimosa (Laura, Marisol et Carmen)
- Why Go (Freda Gatz)

### Épisode 6:La Rançon de la gloire
- États-Unis /  Canada : 4 novembre 2015 sur FOX / City
- France : 3 août 2016 sur W9
- Québec : 15 octobre 2016 sur ARTV

- États-Unis : 11,68 millions de téléspectateurs[20] (première diffusion)
- France : 425 000 téléspectateurs[18] (première diffusion)

- Mo McRae (J-Poppa)
- Bre-Z (Freda Gatz)

- Runnin’ (Hakeem Lyon, Laura, Marisol et Carmen)
- You Broke Love (Jamal Lyon)
- Ear 2 Tha Street (J-Poppa)
- Boss (Freda Gatz)
- Boom Boom Boom Boom (Lucious Lyon et Freda Gatz)

### Épisode 7:L'Histoire en marche
- États-Unis /  Canada : 11 novembre 2015 sur FOX / City
- France : 10 août 2016 sur W9
- Québec : 22 octobre 2016 sur ARTV

- États-Unis : 11,2 millions de téléspectateurs[21] (première diffusion)
- France : 337 000 téléspectateurs[22] (première diffusion)

- Kelly Rowland (Leah Walker)
- Bre-Z (Freda Gatz)

- Boom Boom Boom Boom (Lucious Lyon et Freda Gatz)
- Heavy (Jamal Lyon)
- Yo Vivre (Math Club Remix et Jamila Velazquez)
- Born to Love U (Math Club Remix et Jamal Lyon)

### Épisode 8:La Battle
- États-Unis /  Canada : 18 novembre 2015 sur FOX / City
- France : 10 août 2016 sur W9
- Québec : 29 octobre 2016 sur ARTV

- États-Unis : 11,34 millions de téléspectateurs[23] (première diffusion)
- France : 330 000 téléspectateurs[22] (première diffusion)

- Bre-Z (Freda Gatz)

- Daddy’s Little Girl (Freda Gatz)
- Ready to Go (Jamal Lyon)
- Rap Battle 1 (Hakeem Lyon et Freda Gatz)
- Rap Battle 2 (Hakeem Lyon et Freda Gatz)

### Épisode 9:Tout-puissants
- États-Unis /  Canada : 25 novembre 2015 sur FOX / City
- France : 10 août 2016 sur W9
- Québec : 5 novembre 2016 sur ARTV

- États-Unis : 9,21 millions de téléspectateurs[24] (première diffusion)
- France : 302 000 téléspectateurs[22] (première diffusion)

- Alicia Keys (Skye Summers)
- Rosie O'Donnell (Pepper)
- Lee Daniels (lui-même)

- Powerful (Jamal Lyon et Skye Summers)
- Miracles (Hakeem Lyon et Laura)
- Supernatural (Jamal Lyon)
- Into You (Lucious Lyon)

### Épisode 10:La Chute
- États-Unis /  Canada : 2 décembre 2015 sur FOX[25]/ City
- France : 10 août 2016 sur W9
- Québec : 12 novembre 2016 sur ARTV

- États-Unis : 11,81 millions de téléspectateurs[26] (première diffusion)
- France : 262 000 téléspectateurs[22] (première diffusion)

- Alicia Keys (Skye Summers)
- Jason Derulo (lui-même)
- Nicole Richie (Elle-même)

- Do Something With It (Tiana)
- Powerful (Jamal Lyon ft. Skye Summers)
- Miracles (Hakeem Lyon ft. Laura Carellos)

### Épisode 11:La Reine noire
- États-Unis /  Canada : 30 mars 2016 sur FOX[27] / Shomi
- France : 17 août 2016 sur W9
- Québec : 19 novembre 2016 sur ARTV

- États-Unis : 12,46 millions de téléspectateurs[28] (première diffusion)
- France : 264 000 téléspectateurs[29] (première diffusion)

- Get It Started (Jamal Lyon)
- Heavy (Jamal Lyon)
- Crown (Laura, Marisol et Carmen)
- Crown (Laura)
- Freedom (Jamal Lyon)

### Épisode 12:Antoine et Cléopâtre
- États-Unis /  Canada : 6 avril 2016 sur FOX / Shomi
- France : 17 août 2016 sur W9
- Québec : 26 novembre 2016 sur ARTV

- États-Unis : 11,34 millions de téléspectateurs[30] (première diffusion)
- France : 277 000 téléspectateurs[29] (première diffusion)

- No Competition (Hakeem Lyon ft. Tiana)
- Good People (Hakeem Lyon ft. Jamal Lyon)
- Power of the Empire (Hakeem Lyon)
- Look But Don't Touch (Tiana)
- Like My Daddy (Jamal Lyon)

### Épisode 13:La Naissance d'un fauve
- États-Unis /  Canada : 13 avril 2016 sur FOX / Shomi
- France : 17 août 2016 sur W9
- Québec : 3 décembre 2016 sur ARTV

- États-Unis : 10,11 millions de téléspectateurs[31] (première diffusion)
- France : 265 000 téléspectateurs[29] (première diffusion)

- Kelly Rowland (Leah Walker)
- Bre-Z (Freda Gatz)

- Shine On Me (Jamal Lyon)
- Shine On Me (Jamal Lyon et Freda Gatz)
- Itsy Bitsy Spider (Leah Walker)
- All Nite (Hakeem Lyon, Tiana et Laura)
- Boom Boom Boom Boom (Lucious Lyon et Freda Gatz)
- Look But Don't Touch (Tiana)

### Épisode 14:Le passé ne meurt jamais
- États-Unis /  Canada : 20 avril 2016 sur FOX / Shomi
- France : 17 août 2016 sur W9
- Québec : 10 décembre 2016 sur ARTV

- États-Unis : 9,56 millions de téléspectateurs[32] (première diffusion)
- France : 243 000 téléspectateurs[29] (première diffusion)

- Bre-Z (Freda Gatz)
- Catya Washington (Stacee Run Run)
- Leslie Uggams (Leah Walker)

- Last Night (Jamal Lyon)
- Body Speak (Tiana)

### Épisode 15:Instinct maternel
- États-Unis /  Canada : 27 avril 2016 sur FOX / Shomi
- France : 24 août 2016 sur W9
- Québec : 17 décembre 2016 sur ARTV

- États-Unis : 10,03 millions de téléspectateurs[33] (première diffusion)
- France : 315 000 téléspectateurs[34] (première diffusion)

- Bre-Z (Freda Gatz)

- Got That Work (Hakeem Lyon)
- Lost in a Crowd (Jamal Lyon et Xavier and the house band)

### Épisode 16:Sous contrôle
- États-Unis /  Canada : 4 mai 2016 sur FOX / Shomi
- France : 24 août 2016 sur W9
- Québec : 24 décembre 2016 sur ARTV

- États-Unis : 9,39 millions de téléspectateurs[35] (première diffusion)
- France : 329 000 téléspectateurs[34] (première diffusion)

- Leslie Uggams (Leah Walker)
- Tobias Truvillion (Derek D Major)
- Bre-Z (Freda Gatz)

- Shine On Me (Jamal Lyon et Freda Gatz)
- Last Night (Jamal Lyon et Freda Gatz)
- No Competition (Tiana et Hakeem Lyon)
- Chasing the Sky (Lucious Lyon et Leah Walker)
- Chasing the Sky (Lucious Lyon, Hakeem Lyon et Jamal Lyon)

### Épisode 17:La Révélation
- États-Unis /  Canada : 11 mai 2016 sur FOX / Shomi
- France : 24 août 2016 sur W9
- Québec : 31 décembre 2016 sur ARTV

- États-Unis : 9,81 millions de téléspectateurs[36] (première diffusion)
- France : 311 000 téléspectateurs[34] (première diffusion)

- Tobias Truvillion (Derek D Major)
- Bre-Z (Freda Gatz)

- My Own Thang (Jamal Lyon)
- Hemingway (Jamal Lyon)
- Fabulous (Empire Cast)

### Épisode 18:L'Union
- États-Unis /  Canada : 18 mai 2016 sur FOX[37] / Shomi
- France : 24 août 2016 sur W9[38]
- Québec : 7 janvier 2017 sur ARTV

- États-Unis : 10,88 millions de téléspectateurs[39] (première diffusion)
- France : 311 000 téléspectateurs[34] (première diffusion)

- Xzibit (Leslie « Shyne » Johnson)
- Bre-Z (Freda Gatz)
- Veronika Bozeman (en) (Veronica)

- Hourglass (Veronica)
- Turn Around (Freda Gatz)

## Audiences aux États-Unis
| N° d'épisode | Titre original               | Titre français           | Chaîne | Date de diffusion originale | Audience (en millions de téléspectateurs) | Taux sur les 18-49 ans |
| ------------ | ---------------------------- | ------------------------ | ------ | --------------------------- | ----------------------------------------- | ---------------------- |
| 1            | The Devils Are Here          | Le Lyon en cage          | FOX    | 23 septembre 2015           | 16.18                                     | 6.7                    |
| 2            | Without a Country            | La dynastie              | FOX    | 30 septembre 2015           | 13.74                                     | 5.5                    |
| 3            | Fires of Heaven              | Les clés du royaume      | FOX    | 7 octobre 2015              | 13.10                                     | 5.1                    |
| 4            | Poor Yorick                  | Cadavre exquis           | FOX    | 14 octobre 2015             | 12.22                                     | 4.7                    |
| 5            | Make Yourself                | Au nom du père           | FOX    | 21 octobre 2015             | 12.28                                     | 4.8                    |
| 6            | A High Hope for a Low Heaven | La rançon de la gloire   | FOX    | 4 novembre 2015             | 11.68                                     | 4.6                    |
| 7            | True Love Never              | L'histoire en marche     | FOX    | 11 novembre 2015            | 11.20                                     | 4.2                    |
| 8            | My Bad Parts                 | La battle                | FOX    | 18 novembre 2015            | 11.34                                     | 4.4                    |
| 9            | Sinned Against               | Tout-puissants           | FOX    | 25 novembre 2015            | 9.21                                      | 3.2                    |
| 10           | Et Tu, Brute                 | La chute                 | FOX    | 2 décembre 2015             | 11.81                                     | 4.5                    |
| 11           | Death Will Have His Day      | La reine noire           | FOX    | 30 mars 2016                | 12.46                                     | 4.8                    |
| 12           | A Rose by Any Other Name     | Antoine et Cléopâtre     | FOX    | 6 avril 2016                | 11.34                                     | 4.3                    |
| 13           | The Tameness of a Wolf       | La naissance d'un fauve  | FOX    | 13 avril 2016               | 10.11                                     | 3.8                    |
| 14           | Time Shall Unfold            | Le passé ne meurt jamais | FOX    | 20 avril 2016               | 9.56                                      | 3.7                    |
| 15           | More Than Kin                | Instinct maternel        | FOX    | 27 avril 2016               | 10.03                                     | 3.8                    |
| 16           | The Lyon Who Cried Wolf      | Sous contrôle            | FOX    | 4 mai 2016                  | 9.39                                      | 3.6                    |
| 17           | Rise by Sin                  | La révélation            | FOX    | 11 mai 2016                 | 9.81                                      | 3.7                    |
| 18           | Past Is Prologue             | L'union                  | FOX    | 18 mai 2016                 | 10.88                                     | 4.1                    |